# Strynø Kalv
Strynø Kalv är en obebodd ö i Danmark. Den ligger i Region Syddanmark, i den södra delen av landet. Arean är 0,35 kvadratkilometer. Den sträcker sig 0,7 kilometer i nord-sydlig riktning, och 0,8 kilometer i öst-västlig riktning. På ön förekommer gräsmarker och en gård.